# サンリブもりつね
サンリブもりつねは、株式会社サンリブが運営する福岡県北九州市小倉南区守恒に存在する小型ショッピングセンターである。

## 概要
ダイエー徳力店の跡地に2012年10月25日に開業した。
元々ダイエー徳力店の建て替えで再オープンの予定であったが、ダイエーがイオングループ入りし、近隣にイオン徳力店（イオン九州運営）があることなどの都合により建て替えを断念。旧ダイエーのデベロッパーである直方市の谷弥は新たに地場スーパーのサンリブをパートナーとして選び、ダイエー閉店から3年半以上の長い間を経てようやく開業にこぎつけた。ダイエー時代から入居していたテナントは同店オープン時にはほとんどが退去していたが、精肉店・化粧店・青果店が復店している。
イオンが2017年8月で閉店するまでは猛烈な販売競争を繰り広げていたほか、数kmとそれほど遠くない距離にサンリブシティ小倉があることから、社内での商圏棲み分けが課題となっている。2019年12月には、イオン徳力店跡地に同社の「マルショク新守恒店」がオープンし、徒歩圏内で自社店舗が重複する状態となっている。

## 主なテナント
復店した前述の3店舗以外にも、再度出店した店舗がある。※はダイエー時代にも出店していた店舗。

### 2階
- エディオン（デオデオ徳力店の移転改称）
- くまざわ書店
- オンデーズ
- ABCマート

### 1階
- 井筒屋
- ココカラファイン
- ※化粧品店 まつだブランシュ
- ※サンフルーツ
- ※精肉 うしろだ（シティ小倉では同じ会社が別ブランドの店舗を展開）
- 湖月堂
- ※ひよ子（ダイエー閉店前に撤退からの再出店）
- ハースブラウン
- モスバーガー
- ※ミスタードーナツ（別フランチャイジーが新規出店。このためダイエー時代と店番号が異なる）
- 定食屋百菜 旬（シティ小倉では同じ会社が別ブランドの店舗を展開）
- サーティワンアイスクリーム

## 備考
- 旧ダイエー敷地の一部は、地権者の都合によりサンリブからは切り離され、北九州市の不動産・マンション業者である大英産業によって高層マンションが建設された。このためダイエー時代南側にあった駐車場は、そこがマンション用地となったためダイエー時代建物が立っていた北側に移された。